# 斯科特·基帕菲特
史葛·捷巴菲特（英語：Scott Chipperfield，1975年12月30日—），出生在新南威爾士州的悉尼，是一名澳洲足球員，現效力瑞士超聯球會巴素利，司職中場。

## 球會
1996年，捷巴菲特在臥龍崗狼隊展開其職業足球生涯，他是球會在2000年和2001年連續兩屆贏得全國足球聯賽冠軍，以及大洋洲聯賽冠軍盃的核心球員。他在大洋洲聯賽冠軍盃決賽對瓦努阿圖球會塔菲亞的賽事中攻入奠勝球，協助球會以1-0的比分擊敗對手。他兩度獲頒約翰尼沃倫獎章，一項表彰澳洲國內聯賽中最優秀球員的獎項，並開始引起一些歐洲球會的興趣。2000年冬天，他曾在英超球會保頓試訓，但未有成功。2001年夏天，他加盟巴素利。2001/02球季，他加盟的首個球季便協助巴素利自22年以來重奪聯賽冠軍，並且奪得瑞士盃。隨後的一季，他是球會在2002/03球季歐洲聯賽冠軍盃打入第二輪分組賽的關鍵球員，球會先後擊敗日利納、些路迪、莫斯科斯巴達、拉科魯尼亞和祖雲達斯。2006年7月，他獲查爾頓出價買入失敗後，巴素利宣佈與他續約三年，直至2009年6月。2008/09球季，巴素利闊別六年後再次取得參加歐聯的資格，捷巴菲特是自參與上次歐聯後仍然在球會效力的三位球員的其中之一，其餘兩位是伊万·埃尔吉奇和賓森恩·曉基。2008年9月13日，他在聖雅各布公園球場以2-0的比分擊敗盧塞恩的賽事中入替奥尔汗·穆斯塔菲而第200次代表巴素利在聯賽上陣，他亦在這場賽事射入一球。
2009年1月，捷巴菲特原本將會加盟德甲球會哈化柏林，但最終因醫務人員的意見而告吹。

## 國家隊
捷巴菲特在澳洲以忠誠和出乎意料在紐西蘭舉辦的2002年大洋洲國家盃中上陣，由於澳洲足球協會受到金融風暴影響，而使這項賽事受到玷污。在不存在金錢資助的情況下，意昧著澳洲的球員必須自費前往紐西蘭。捷巴菲特就成為在歐洲的眾多澳洲國腳中唯一一位願意在國家需要他的時候答應出戰賽事的球員。
捷巴菲特獲澳洲徵召出戰德國舉辦的2006年世界盃，並且是澳洲隊在2005年11月於2006年世界盃外圍賽附加賽中成功擊敗烏拉圭而取得參加世界盃的資格。他在澳洲隊的中場和防守發揮了不可或缺的作用，被認為是在這項賽事中澳洲隊的其中一名最佳球員。
2009年10月12日，捷巴菲特宣佈他打算在2010年世界盃後立即退出國家隊。
澳洲隊在世界盃最後一場分組賽以2-1的比分擊敗塞爾維亞後，捷巴菲特宣佈他正式退出國家隊。

## 私生活
捷巴菲特出生於新南威爾士州的悉尼。他有英格蘭血統，並且是澳洲和瑞士公民，他自2001年加盟巴素利後便居住在瑞士。他說過在未來他願意重返臥龍崗狼隊，並希望球會在A-League取得成功。他在年幼時已經是利物浦的支持者。在他效力臥龍崗狼隊期間，他曾兼職擔任校巴司機。

## 榮譽
臥龍崗狼隊
- 全國足球聯賽（英语：National Soccer League）：2000、2001
- 大洋洲聯賽冠軍盃：2001

巴素利
- 瑞士超聯：2002、2004、2005、2008、2010
- 瑞士盃：2002、2003、2007、2008、2010
- 鐘錶杯（英语：Uhrencup）：2003、2006、2008

澳洲
- 大洋洲國家盃：2000

個人獎項
- 約翰尼沃倫獎章（英语：Johnny Warren Medal）：1999-00、2000-01
- 喬馬斯頓獎章（英语：Joe Marston Medal）：1999-00
- 巴素利季度最佳球員：2003–04、2009–10[7][8]

## 外部連結
- （英文）Oz Football profile （页面存档备份，存于）
- （英文）FIFA profile （页面存档备份，存于）
- （德文）捷巴菲特在巴素爾的簡介
- （德文）捷巴菲特在瑞士超聯的簡介